# Albert Friedrich Berner
Albert Friedrich Berner (30. november 1818 i Strasburg (Uckermark) – 13. januar 1907 i Berlin) var en tysk strafferetslærer.
Berner blev 1844 privatdocent, 1848 ekstraordinær og 1861 ordentlig professor ved Berlins Universitet. Udgående fra Hegel er Berner dog aldrig stivnet i tom formalisme, som psykolog og etiker undersøger han de strafferetlige grundbegreber, således i det mindste i de senere udgaver af hans berømte Lehrbuch des Deutschen Strafrechtes (1857, 18. oplag 1898), der har udøvet en synlig indflydelse på den tyske rigsstraffelov. Bernerhar desforuden skrevet Grundlinien der criminalistischen Imputationslehre (1843), Die Lehre von der Theilnahme am Verbrechen und die neueren Controversen über Dolus und Culpa (1847), Wirkungskreis des Strafgesetzes, nach Zeit, Raum und Personen (1853), Grundsätze des Preussischen Strafrechts (1861), Abschaffung der Todesstrafe (1861), Die Strafgesetzgebung in Deutschland vom Jahre 1751 bis zur Gegenwart (1867) og Kritik des Entwurfes eines Strafgesetzbuches für den Norddeutschen Bund (1869). 1876 udkom Berners sidste større værk: Lehrbuch des Deutschen Pressrechtes, men han var i øvrigt livfuldt interesseret for strafferetsvidenskabens fremme — blandt andet ved nye udgaver af sin Lehrbuch —, ved stiftelse af legater osv. lige op til sin høje alderdom.